# Arahura River
Der Arahura River ist ein Fluss im Westen Neuseelands, der in den Neuseeländischen Alpen entspringt und an der Westküste der Südinsel in die Tasmansee mündet.

## Geographie
Der Fluss bildet den Abfluss des Gebirgssees Lake Browning/Whakarewa und fließt in nordwestlicher Richtung, mit Ausnahme einer einzelnen Flussschlinge um den 1695 m hohen Mount Newton, den höchsten Gipfel der Newton Range. Nahe der Quelle stürzt der Fluss etwa 100 m, bevor er das Wasser des Harman River aufnimmt. Von zahlreichen weiteren Zuflüssen gespeist führt der Fluss zur Mündung, die etwa acht Kilometer nordöstlich der Kleinstadt Hokitika an der Küste der Tasmansee liegt.

## Geschichte
Der Name aus der Māorischen Sprache setzt sich aus zwei Silben zusammen und lässt sich als „aufgedeckter Pfad“ übersetzen.
Die durch Gletscher des Pleistozän geformten tiefen Täler des Arahura River sowie des Styx River waren neben weiteren Flüssen nahe Hokitika Schauplatz des West Coast Goldrausches. Des Weiteren ist der Arahura River Fundplatz von Pounamu, welcher einen hohen kulturellen Wert für die Māori besitzt.

## Infrastruktur
Der von Hokitika kommende New Zealand State Highway 6 überbrückt den Fluss nahe der Mündung und führt weiter in Richtung Greymouth. Bei Hokitika zweigt die Kaniere Road vom SH 6 ab und führt bis an den Lake Kaniere. Von dort führt die Milltown Road durch die ersten Gebirgsausläufer bis auf eine Höhe von etwa 150 m, wo sie den Arahura River überbrückt. Das von dort an verengte Flusstal kann auf gesamter Länge bis zum Lake Browning/Whakarewa über Wanderwege erreicht werden. Über die drei Pässe Browning Pass / Noti Raureka, Whitehorn Pass und Harman Pass kann man so die Neuseeländischen Alpen überqueren und in das Flusstal des Waimakariri River gelangen.